# Jean de Beaumetz
Pour les articles homonymes, voir Beaumetz (homonymie).

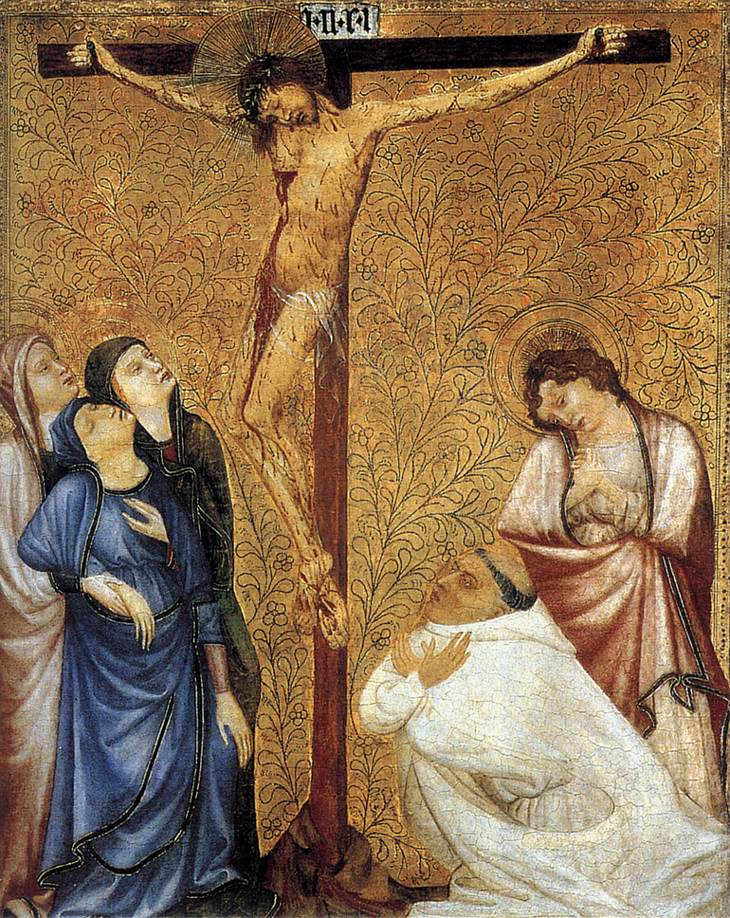
Christ en croix, Jean de Beaumetz (1390-95), musée de Cleveland

Jean de Beaumetz, né à une date inconnue (vers 1335 ?) à Beaumetz-les-Loges ou à Beaumetz les Cambrai, mort en 1396 à Dijon, est un peintre français du XIVe siècle, qui a travaillé pour le duc de Bourgogne, Philippe le Hardi.  

## Vie

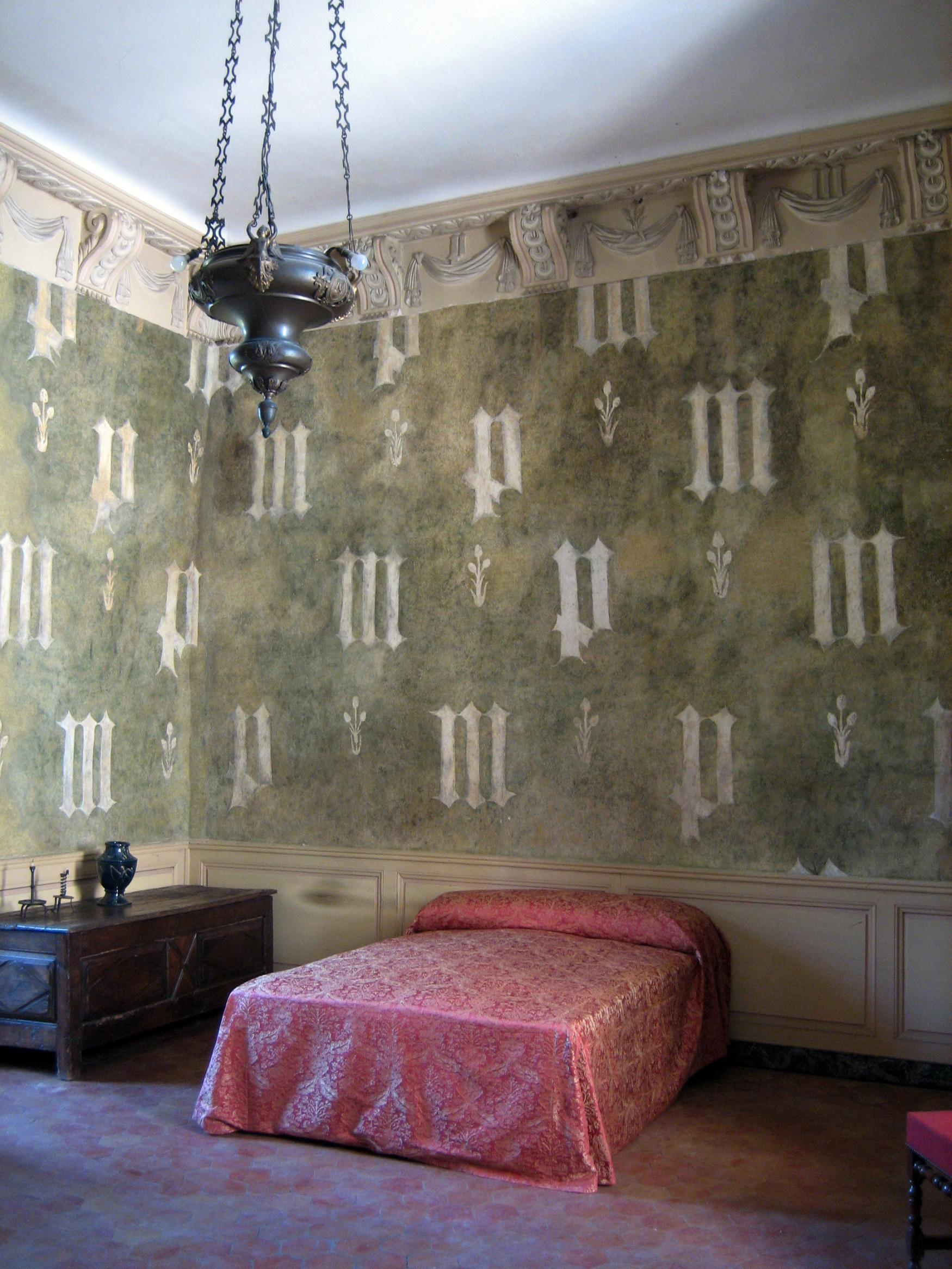
Peintures murales de la garde-robe de Marguerite III de Flandre, château de Germolles, réalisées par Jean de Beaumetz et son atelier, à partir de 1389

Il est actif à Paris et Valenciennes, puis devient le peintre du duc de Bourgogne (vers 1376), succédant à Jean d'Arbois. Il travaille au palais ducal et à la Sainte-Chapelle de Dijon, avant de se voir confier la direction de l'atelier de peinture sur le prestigieux chantier de la chartreuse de Champmol. Sur une commande du duc de Bourgogne datée de 1386, il réalise plusieurs retables destinés à l'église et une série de panneaux sur bois à la tempera  qui devaient servir à la décoration des vingt-six cellules du grand cloître. De cette série ne restent que deux panneaux conservés aux musées de Cleveland et du Louvre à Paris, attribués parfois au peintre, parfois à des membres de son atelier. 
Avec l'architecte Drouet de Dammartin et le sculpteur Claus Sluter, également impliqués dans la construction de la chartreuse, il participe à la décoration d'autres bâtiments ducaux : les châteaux de Germolles, Rouvres et d'Argilly. 
À sa mort, en 1396, il est remplacé dans ses fonctions par Jean Malouel.

## Œuvre
Peinture au « lyrisme délicat », exemple de l' « art aristocratique » de son époque, l'œuvre de Beaumetz témoigne à la fois de la splendeur du mécénat bourguignon et du degré de sophistication atteint par la peinture du nord de l'Europe au XIVe siècle. 
- Christ en croix avec un chartreux en prière (entre 1390 et 1395), musée de Cleveland, Ohio.
- Christ en croix avec un chartreux en prière (entre 1389 et 1395), musée du Louvre, Paris